# R. G. Springsteen
Robert G. Springsteen (* 8. September 1904 in Tacoma, Washington; † 9. Dezember 1989 in Los Angeles, Kalifornien) war ein US-amerikanischer Film- und Fernsehregisseur vieler Hollywood B-Movies und Fernsehshows. 

## Leben
Robert G. Springsteen, der oftmals nur als R. G. Springsteen im Vorspann genannt wurde, begann seine Karriere in Hollywood in den 1920er Jahren. Er fing als Garderobenassistent bei den Fox Studios an. 1936 wechselte er zur Regie und arbeitete als Second Unit-Director und Assistent an zahlreichen Low-Budget-Filmen mit. In dieser Zeit wurde er oftmals mit seinem Spitznamen „Bud Springsteen“ im Abspann aufgeführt. 1945 wurde er führender Regisseur dieses Genres und drehte als Filmemacher seinen ersten B-Western, Marshal of Laredo. Von 1945 bis 1968 war Springsteen ein produktiver Regisseur von B-Western und Fernsehepisoden. In den Filmen Der Eiserne Kragen und Die letzte Kugel trifft besetzte er die Hauptrolle mit den Zweiten Weltkriegshelden Audie Murphy. 
Springsteen drehte unter anderem auch Gangsterfilme, Krimis und historische Dramen, wie Operation Eichmann (1961), darunter auch einige Filme im Vereinigten Königreich. In den beiden Filmen Wyoming-Bravados und Sheriff Johnny Reno arbeitete er 1966 mit Jane Russell zusammen. Seine letzte Arbeit war die Leitung einer Episode der Fernsehserie Mein Freund Ben (Gentle Ben) im Jahr 1968.
R. G. Springsteen starb am 9. Dezember 1989 im Alter von 85 Jahren in Los Angeles.

## Filmografie (Auswahl)
- 1945: Marshal of Laredo
- 1945: Colorado Pioneers
- 1945: Wagon Wheels Westward
- 1946: California Gold Rush
- 1946: Sheriff of Redwood Valley
- 1946: Home on the Range
- 1946: Sun Valley Cyclone
- 1946: The Man from Rainbow Valley
- 1946: Conquest of Cheyenne
- 1946: Santa Fe Uprising
- 1946: Stagecoach to Denver
- 1947: Vigilantes of Boomtown
- 1947: Homesteaders of Paradise Valley
- 1947: Oregon Trail Scouts
- 1947: Rustlers of Devil’s Canyon
- 1947: Marshal of Cripple Creek
- 1947: Along the Oregon Trail
- 1947: Under Colorado Skies
- 1948: The Main Street Kid
- 1948: Heart of Virginia
- 1948: Secret Service Investigator
- 1948: Out of the Storm
- 1948: Son of God’s Country
- 1948: Sundown in Santa Fe
- 1948: Renegades of Sonora
- 1949: Sheriff of Wichita
- 1949: Death Valley Gunfighter
- 1949: Kopfpreis 5000 Dollar (Hellfire)
- 1949: The Red Menace
- 1949: Flame of Youth
- 1949: Navajo Trail Raiders
- 1950: Rauchende Pistolen (Singing Guns)
- 1950: Belle of Old Mexico
- 1950: Harbor of Missing Men
- 1950: Arizona Cowboy
- 1950: Hills of Oklahoma
- 1950: Covered Wagon Raid
- 1950: Frisco Tornado
- 1951: Million Dollar Pursuit
- 1951: Honeychile
- 1951: Street Bandits
- 1952: Oklahoma Annie
- 1952: The Fabulous Senorita
- 1952: Gobs and Gals
- 1952: Tropical Heat Wave
- 1952: Der Löwe von Arizona (Toughest Man in Arizona)
- 1953: A Perilous Journey
- 1953: Geraldine
- 1955: Die Ratten von Chicago (I Cover the Underworld)
- 1955: Double Jeopardy
- 1955: Track the Man Down
- 1955: Cross Channel
- 1955: Secret Venture
- 1956: Er kam als ein Fremder (Come Next Spring)
- 1956: When Gangland Strikes
- 1957: Affair in Reno
- 1958: Die Draufgänger von San Fernando (Cole Younger, Gunfighter)
- 1958: Mit dem Messer im Rücken (Revolt in the Big House)
- 1959: Fest im Sattel (King of the Wild Stallions)
- 1959: Den Letzten beißen die Hunde (Battle Flame)
- 1959: Rauchende Colts (Gunsmoke) (Fernsehserie)
- 1961: Jagd auf Eichmann (Operation Eichmann)
- 1963: Der eiserne Kragen (Showdown)
- 1964: He Rides Tall
- 1964: Die letzte Kugel trifft (Bullet for a Badman)
- 1964: Taggart
- 1965: Schwarze Sporen (Black Spurs)
- 1965–1966: Bonanza (Fernsehserie, sechs Folgen)
- 1966: Die Apachen (Apache Uprising)
- 1966: Sheriff Johnny Reno (Johnny Reno)
- 1966: Wyoming-Bravados (Waco)
- 1967: Der blutige Westen (Red Tomahawk)
- 1967: Texas-Desperados (Hostile Guns)
- 1967–1968: Mein Freund Ben (Gentle Ben) (Fernsehserie, zwei Folgen)
- 1968: Tiger by the Tail